# Csaojang (Liaoning)
Csaojang (egyszerűsített kínai írással: 朝阳市, pinjin: Cháoyáng) prefektúra szintű város Kínában, Liaoning tartományban. Lakosainak száma 2 872 857 fő (2020).

## Népesség
| 2010 | 3 044 641 |
| 2020 | 2 872 857 |

## Testvérvárosok
- Obihiro
- Berlin-Mitte
- Szurgut